# Friels församling
Friels församling var en församling i Skara stift och i Lidköpings kommun. Församlingen uppgick 2006 i Örslösa församling. 

## Administrativ historik
Församlingen har medeltida ursprung. 
Församlingen var till 2006 annexförsamling i pastoratet Tun, Friel och Karaby. Församlingen uppgick 2006 i Örslösa församling.

## Kyrkor
- Friels kyrka